# Йоан Матсайкер
Йоан Матсайкер (нід. Joan Maetsuycker; 14 жовтня 1604 — 24 січня 1678) — дванадцятий генерал-губернатор Голландської Ост-Індії і третій генерал-губернатор Голландського Цейлону. Єдиний католик серед губернаторів.

## Біографія
Йоан Матсайкер народився в Амстердамі в католицькій родині. Вивчав право в Левенському університеті, працював юристом в гаазі і Амстердамі. В 1636 році відплив до Батавії, де став членом Ради Юстиції. В 1641 році став податковим юристом і членом Ради Індій. Допомагав губернатору Антоні ван Дімену в укладанні збіриника законів «Bataviasche Statuten».
в 1644 році він брав участь в штурмі Гоа. В 1646 році знову відправився на Гоа для підписання мирного договору з португальцями. В цьому ж році він був призначений губернатором Голландського Цейлону. в 1650 році покинув Цейлон, передавши посаду Якобу ван Кіттенштейну, і переїхав до Батавії. В 1653 році, після смерті генерал-губернатора Рейнірша тимчасово виконував його обов'язки. Керівництво Голландської Ост-Індійської компанії (VOC), так звані «Сімнадцять панів» (нід. Heren XVII) офіційно призначили його губернатором в 1654 році.

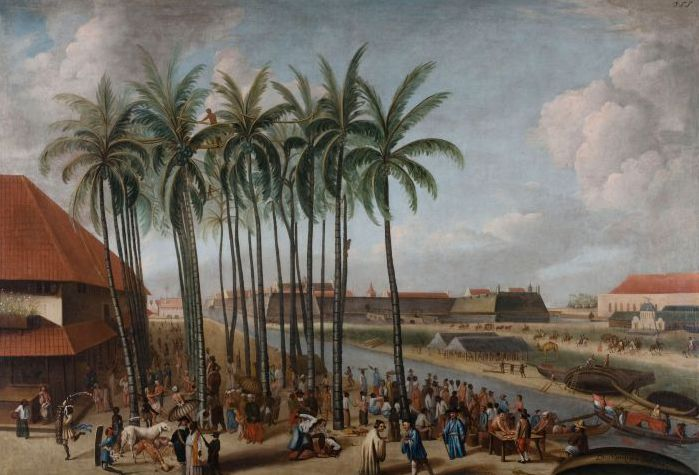
Картина Андріса Бекмана, що зображує Форт Батавію. 1662 рік. Музей тропіків

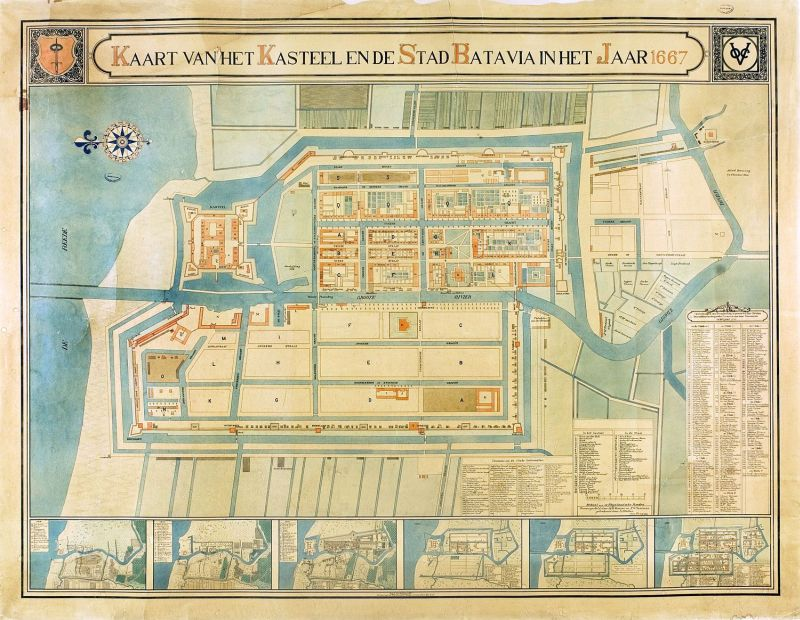
Карта фортеці і міста Батавії. 1667 рік.

На посаді генерал-губернатора Йоан Матсайкер пробув 25 роців- найдовше з усіх. Під його владою Ост-Індія процвітала. Він захопив португальські колонії на Цейлоні (1658), Короманделі (1658) і Малабарі (1663). В 1667 році він захопив Макасар. За його правління було захоплене західне узбережжя Суматри і проведена перша експедиція вглиб Яви.
Однак невдачі спідкали його на китайському напрямку: адмірал Коксінґа 30 березня 1661 року атакував Тайвань. За рік завершилась 37-літня історія Голландської Формози.
Йоан Матсайкер помер 24 січня 1678 року від хвороби.
На честь Матсайкера був названий острів у узбережжя Тасманії.